# L'Amazone nue
Pour plus de détails, voir Fiche technique et Distribution.
L'Amazone nue (Feitiço do Amazonas) est un film brésilien réalisé par Zygmunt Sulistrowski, sorti en 1954.

## Fiche technique
- Titre : L'Amazone nue
- Titre original : Feitiço do Amazonas
- Réalisation : Zygmunt Sulistrowski
- Scénario : Richard Olizar
- Musique : Enrico Simonetti
- Photographie : Richard Olizar
- Production : Zygmunt Sulistrowski
- Société de production : Inter-American Film Distribution
- Pays :  Brésil
- Genre : Aventure
- Durée : 72 minutes
- Dates de sortie : 
  -  France : 1954 (Festival de Cannes)
  -  Allemagne : 9 octobre 1955

## Distribution
- Zygmunt Sulistrowski : chef de l'expédition
- Andrea Bayard : membre de l'expédition
- Ary Blaustein : membre de l'expédition
- Bapista de Lima : membre de l'expédition
- Dercy Gonçalves
- Monique Jaubert : membre de l'expédition
- Angela Maria
- Jeffrey Mitchell : membre de l'expédition
- Carlos Roland Nielsen-Gough : membre de l'expédition
- Richard Olizar : membre de l'expédition
- José Osorio : membre de l'expédition

## Distinctions
Le film a été présenté en sélection officielle en compétition au Festival de Cannes 1954.